# Махнёв, Геннадий Дмитриевич
Генна́дий Дми́триевич Махнёв (21 июля 1951, Камышин) — советский гребец-байдарочник, выступал за сборную СССР в конце 1970-х — начале 1980-х годов. Трёхкратный чемпион национальных первенств, участник летних Олимпийских игр в Москве. На соревнованиях представлял спортивное общество «Буревестник», мастер спорта международного класса. Также известен как тренер, отец олимпийского чемпиона Вадима Махнёва.

## Биография
Геннадий Махнёв родился 21 июля 1951 года в городе Камышине, Волгоградская область. Активно заниматься греблей начал в раннем детстве, позже состоял в гребной команде добровольного спортивного общества «Труд», потом уехал во Владивосток, а затем учился в Волгограде и стал выступать за «Буревестник». Первого серьёзного успеха добился в 1977 году, когда на всесоюзном первенстве с одиночной байдаркой одержал победу в эстафете 4 × 500 м. Три года спустя в составе четырёхместного экипажа, куда также вошли гребцы Владимир Тайников, Сергей Нагорный и Александр Авдеев, стал чемпионом СССР в гонке четвёрок на 1000 метров.
Благодаря череде удачных выступлений Махнёв удостоился права защищать честь страны на летних Олимпийских играх 1980 года в Москве, их экипаж пробился в финальную стадию километрового зачёта байдарок-четвёрок, однако в решающей гонке финишировал лишь седьмым. Впоследствии Геннадий Махнёв ещё в течение нескольких лет оставался в основном составе национальной сборной, принимая участие во многих престижных регатах. Так, в 1981 году на всесоюзном чемпионате с новым четырёхместным экипажем он выиграл третью в карьере национальную золотую медаль, победив всех соперников на десятикилометровой дистанции.
После завершения спортивной карьеры вместе с женой Ларисой, тоже известной байдарочницей, работал тренером. Их сын Вадим в 2000-е годы неоднократно побеждал на чемпионатах Европы и мира, добился звания олимпийского чемпиона в дисциплине K-2 1000 м. Дочь Алина состояла в сборной Белоруссии по академической гребле.

## Политические взгляды
Подписал открытое письмо спортивных деятелей страны, выступающих за действующую власть Беларуси после жестких подавлений народных протестов в 2020 году.